# Andrea Zattoni
Andrea Zattoni (* 2. September 1987 in Cavalese) ist ein ehemaliger italienischer Skilangläufer und heutiger Biathlontrainer
Er trat zwischen 2005 und 2012 zu internationalen Wettkämpfen an. Von 2007 bis 2012 ging er auch im Skilanglauf-Weltcup an den Start. Sein bestes Resultat hierbei war ein 21. Platz im Teamsprint von Liberec in der Saison 2007/08. Sein bestes Ergebnis in einem Einzelwettbewerb erzielte er mit einem 27. Rang in einem Sprintwettbewerb in Kuusamo in derselben Saison. Im Februar 2010 holte im Sprint in Forni di Sopra seinen einzigen Sieg im Alpencup. Ende Januar 2011 gewann er den Marcialonga Lights über 45 km.
Sein letztes offizielles Rennen absolvierte Zattoni am 17. März 2012. Er lebt in Castello-Molina di Fiemme.
Andrea Zattoni arbeitet seit 2018 als Skilanglauftrainer der italienischen Biathlonnationalmannschaft. Zunächst betreute er bis 2022 als Assistenztrainer von Andreas Zingerle verschiedene gemischte Gruppen von Männern und Frauen, seitdem ist er gemeinsam mit Schießtrainer Fabio Cianciana für die Männermannschaft um Tommaso Giacomel verantwortlich.
Durchgehend ist er seit 2018 der Langlauftrainer von Dorothea Wierer, die in dieser Zeit zweimal den Gesamtweltcup gewann und dreimal Weltmeisterin wurde. In der Vergangenheit betreute er zudem Lisa Vittozzi, als sie 2019 Platz zwei in der Weltcup-Gesamtwertung belegte sowie Dominik Windisch, als dieser im selben Jahr Weltmeister im Massenstart wurde.

## Siege bei Continental-Cup-Rennen
| Nr. | Datum            | Ort            | Disziplin        | Serie    |
| --- | ---------------- | -------------- | ---------------- | -------- |
| 1.  | 12. Februar 2010 | Forni di Sopra | Sprint klassisch | Alpencup |